# Beechcraft
Beech Aircraft Corporation, previamente conocida como la "Beechcraft Division" de Raytheon y ahora una unidad de Hawker Beechcraft, es un fabricante de aviones de aviación general y aviación militar, que van desde modelos pequeños de un solo motor, a jets de negocios y transportes militares pequeños. Los aviones Beech, llamados Beechcrafts por la compañía y sus fanáticos, tienen una perdurable reputación de ser los aviones mejor construidos del segmento, y también los más costosos de su clase. Desde 2004, Beechcraft es una marca de Textron Aviation.

## Historia
Junto con Lloyd Stearman , Beech y Cessna constituyeron en 1924 la Travel Air Manufacturing Company , compañía que fue adquirida por la Curtiss-Wright Corporation seis años más tarde. Entonces Walter Beech decidió emprender su propio camino, y con su esposa Olive Ann Beech constituyó en 1932 la Beech Aircraft Corporation ; comenzaron trabajando en una pequeña fábrica de Cessna con ocho empleados. Junto al diseñador Ted Wells, desarrollaron su primera aeronave, el clásico Beech Modelo 17 Staggerwing , que voló por primera vez en noviembre de 1932. Más de 750 Staggerwings fueron construidos, 270 de ellos fabricados para el Ejército Estadounidense durante la Segunda Guerra Mundial. 
Después de la guerra, el Staggerwing fue reemplazado por el revolucionario Beechcraft A-36 Bonanza. Siendo el avión Beech mejor conocido, el Bonanza que es propulsado por un solo motor continúa produciéndose, completando una etapa de producción cercana a los 60 años, siendo la más larga de cualquier avión, pasado o presente, en el mundo. Otra exitosa serie ha sido la del Beechcraft King Air, una línea de bimotores turbohélice que se produce desde 1964, el Beechcraft B-58 Baron, una variante bimotor del Bonanza y el Beechcraft 18, que originalmente surgió como un transporte ejecutivo y para vuelos conmutados de aerolíneas en los años cincuenta y sesenta, y todavía continúa en servicio activo como transporte de carga.
En 1950, Olive Ann Beech se puso al frente de la compañía como presidente y directora ejecutiva de la compañía, después de la súbita muerte de su esposo Walter por un ataque al corazón el 29 de noviembre de ese año. Ella continuó como directora ejecutiva luego de que Beech fue comprada por Raytheon Company en febrero de 1980.
En 1994, Raytheon unió a Beechcraft con su línea de productos Hawker que fue adquirida el año previo de la British Aerospace, conformando la Raytheon Aircraft Company. En 2002, la marca Beechcraft resurgió. Hoy en día, Beechcraft continúa como una marca importante de Raytheon Aircraft. Desde sus inicios Beechcraft ha residido en Wichita, Kansas, ciudad famosa por sus compañías de aviación general que incluyen a su competidor directo, Cessna Aircraft Company.

## Aviones producidos

### Civiles
- Beechcraft 17 Staggerwing
- Beechcraft 18

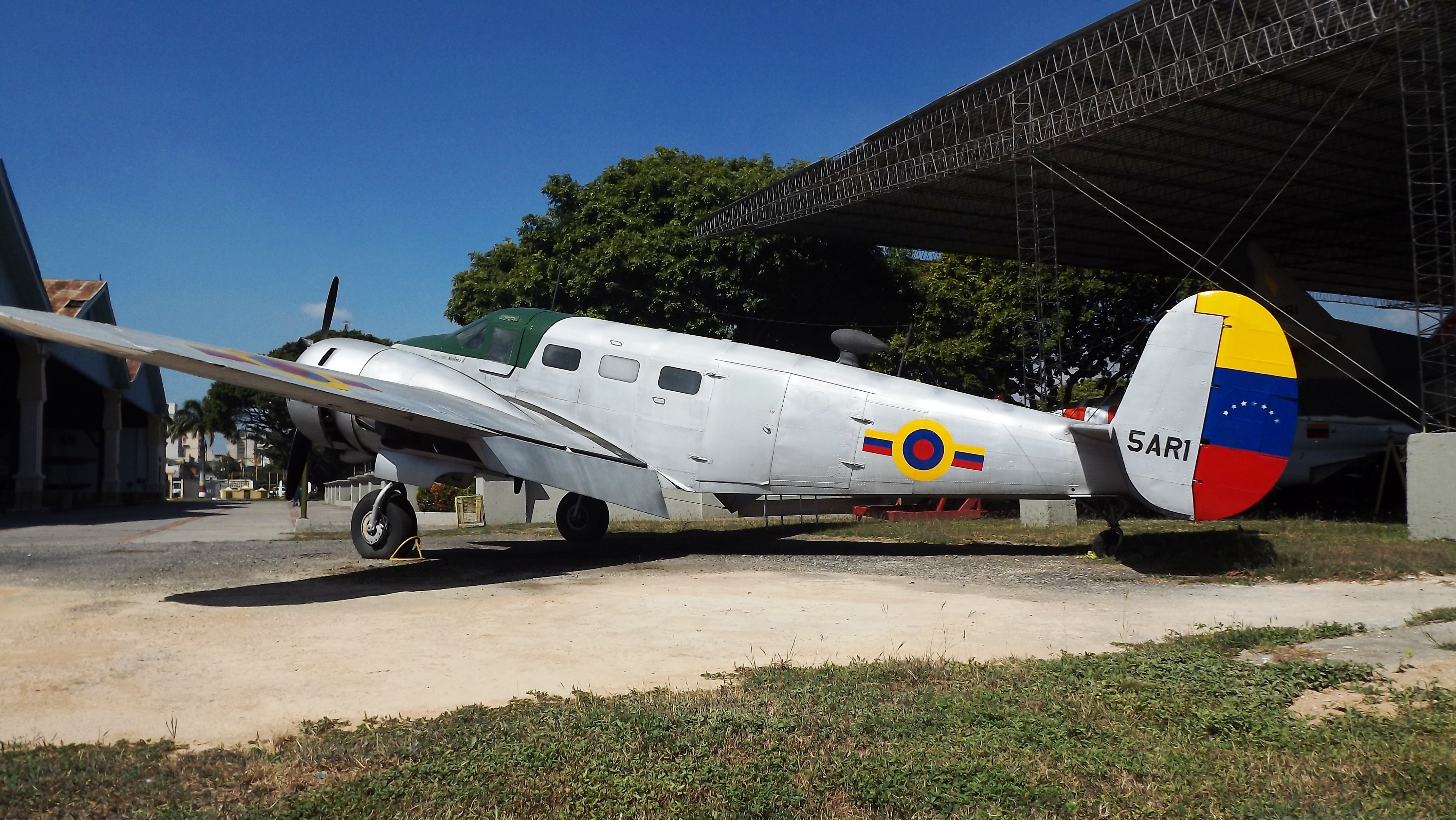
Beechcraft D-18S

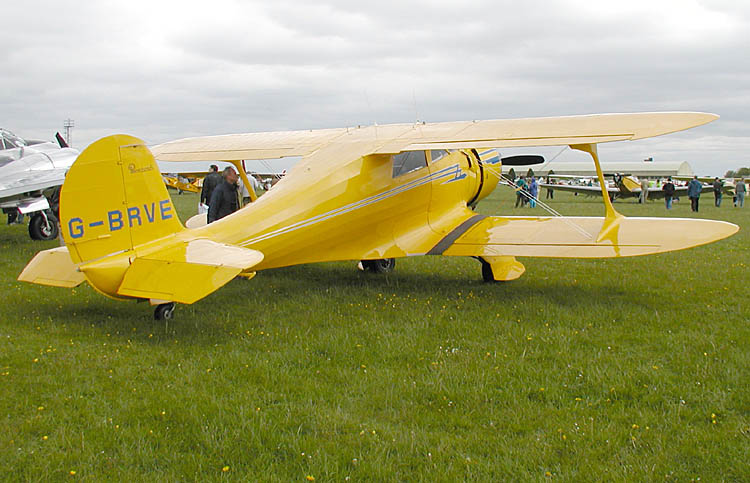
1943 Beech D.17S Staggerwing.

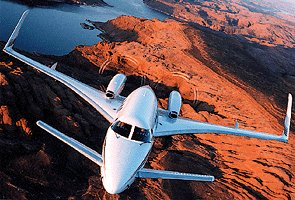
Beechcraft Model 2000 Starship.

- Beechcraft 23 Musketeer y Sundowner
- Beechcraft 24 Sierra
- Beechcraft 33 Bonanza Debonair
- Beechcraft 35 y 36 Bonanza
- Beechcraft 50 Twin Bonanza
- Beechcraft 55 y Model 58 Baron
- Beechcraft 60 Duke
- Beechcraft 65 Queen Air
- Beechcraft 76 Duchess
- Beechcraft 77 Skipper
- Beechcraft King Air Modelos 90, 100, 200, 300 y 350
- Beechcraft Super King Air
- Beechcraft 95 Travel Air
- Beechcraft 99
- Model 400 Beechjet
- Beechcraft 1900 Beechliner
- Beechcraft 2000 Starship
- Beechcraft 390 Premier 1A

### Militares

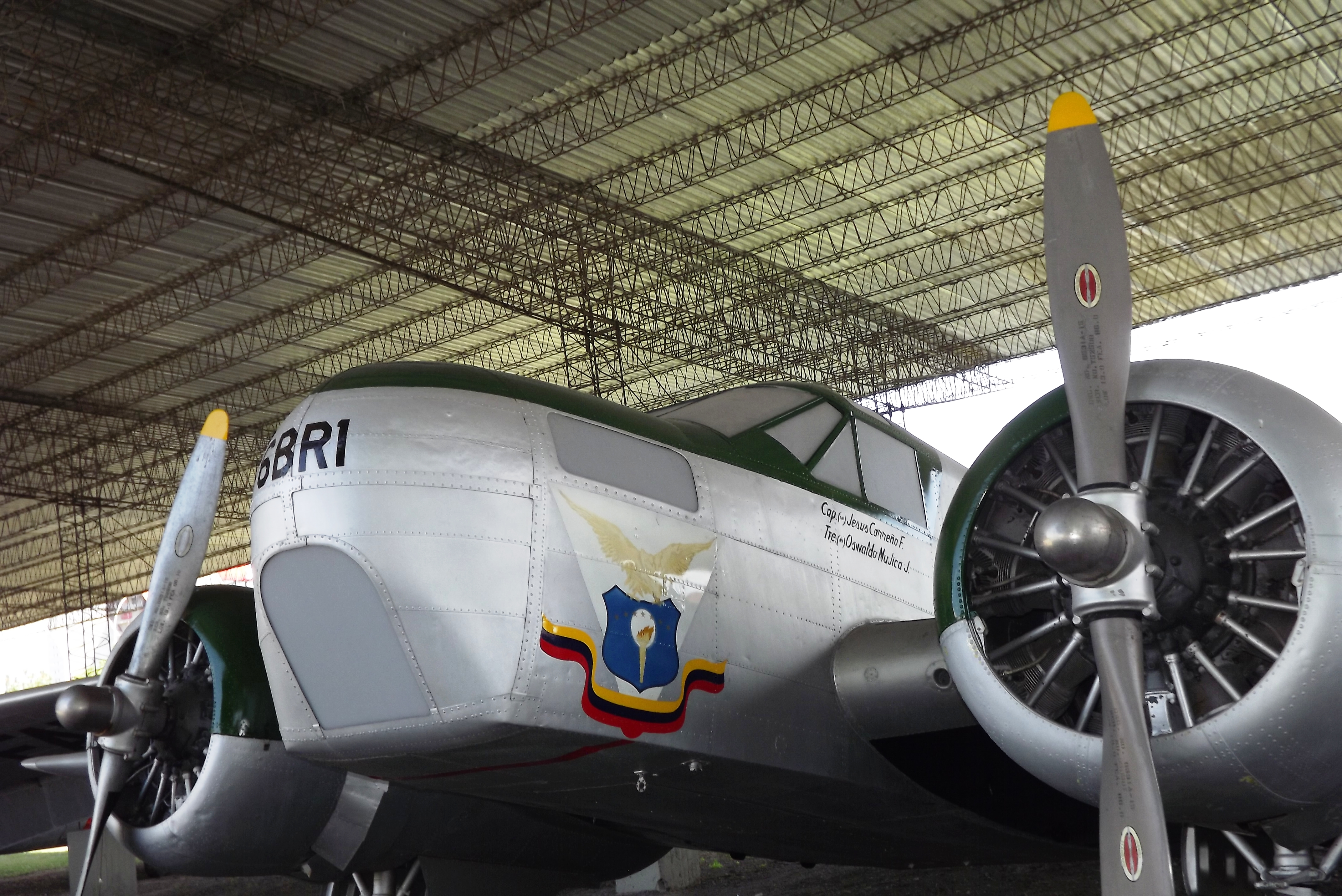
Beechcraft AT-7 Navigator

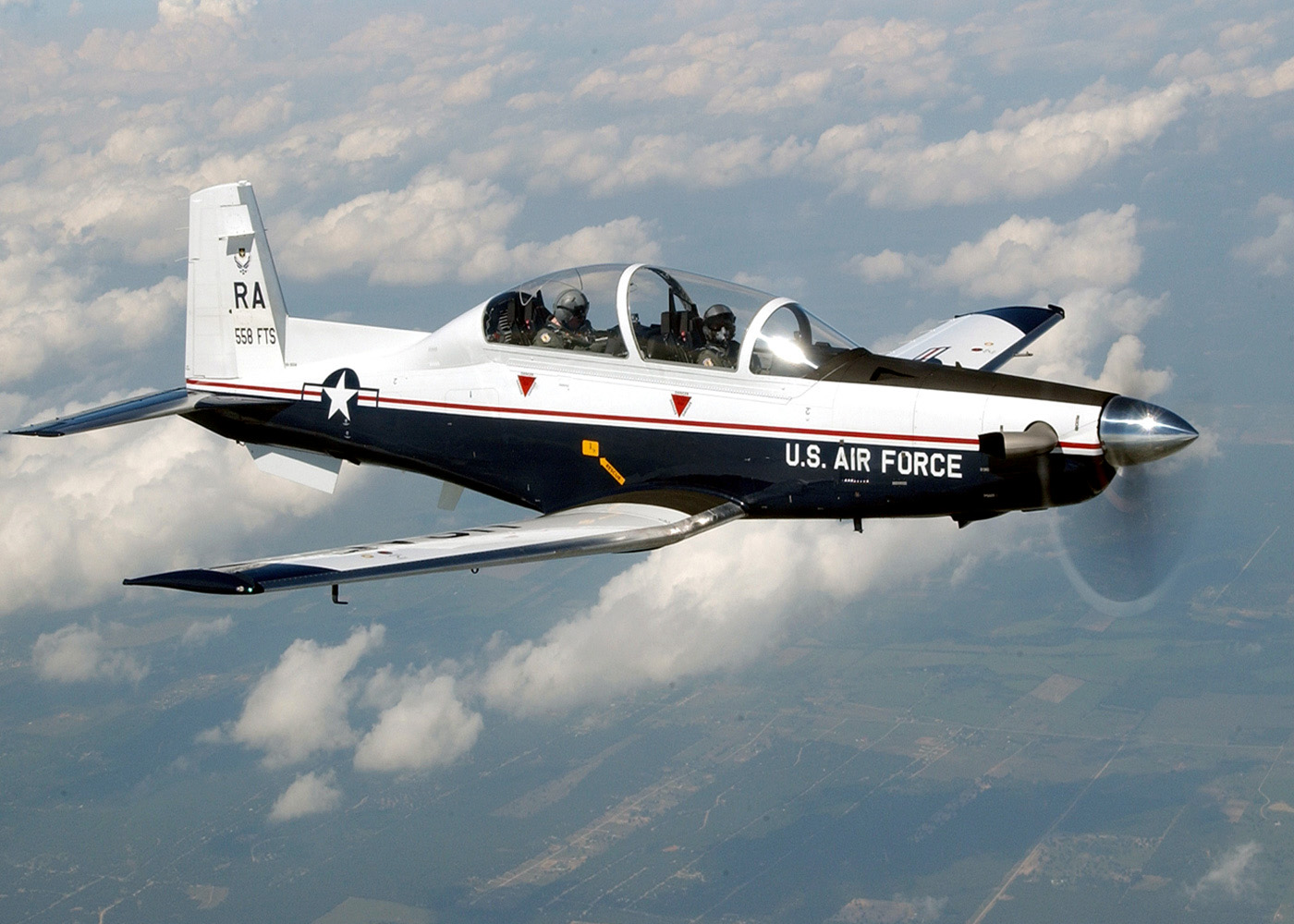
Un T-6A Texan II de la Fuerza Aérea Estadounidense saliendo de la Base Aérea Randolph.

- XA-38 Destroyer / Beech Modelo 28
- AT-7 Navigator
- AT-10 Wichita /  Beech Modelo 26
- C-6 Ute
- C-12 Huron
- C-43 Traveler
- C-45 Expeditor
- CT-128 Expeditor
- CT-134 Musketeer
- CT-145 Super Kingair
- CT-156 Harvard II
- RC-12 Guardrail
- T-1A Jayhawk
- T-6 Texan II
- T-34 Mentor
- T-42 Cochise
- U-8 Seminole
- U-21 Ute

### No tripulados
- AQM-37 Jayhawk
- MQM-61A Cardinal

### Usos militares
Argentina
- Gendarmería Nacional Argentina
- Fuerza Aérea Argentina

 Estados Unidos
- USAF

 Paraguay
- Fuerza Aérea de Paraguay

 México
- Armada de México

 Venezuela
- Fuerza Aérea Venezolana

## Accidentes
El 18 de octubre de 2015, un Avión Tipo Beechcraft B60 Duke Matrícula HK-3917G se estrelló a las 04:13 p. m. contra un local comercial, una panadería en el Barrio Villaluz al Occidente de Bogotá Colombia, el siniestro ocurrió segundos después de haber despegado del Aeropuerto Internacional El Dorado, con destino Al Aeródromo Flaminio Suárez de Guaymaral. La aeronave tenía 15 días recientes de haber sido comprada para usos privados. El ministro de Defensa, Luis Carlos Villegas, aseguró que el accidente que acabó con la vida de 6 personas y dejó herida a 14 más, cinco de ellas de gravedad, podría haberse dado por una falla en el motor, lo que llevó a la pérdida de control por parte del piloto de la aeronave. Los pilotos fallecidos son: El capitán Juan Pablo Angulo Reyes, y su hermano Carlos Angulo Reyes quien acompañaba en este vuelo rutinario, Por otra parte, se asegura que el capitán tenía mucha experiencia, en ese entonces el dueño de la aeronave fue identificado como Jose Alberto Hernández, quien también se encontraba en ella.
Testigos aseguran que vieron la aeronave volar bajo y rozar los tejados de algunas casas.